# The Smile Has Left Your Eyes (serie de televisión)
The Smile Has Left Your Eyes (en hangul, 하늘에서 내리는 1억 개의 별; romanización revisada, Haneuleseo naerineun 1eok gaeui byeol), también conocida en español como La sonrisa se ha ido de tus ojos, es una serie de televisión surcoreana de misterio transmitida desde el 3 de octubre hasta el 22 de noviembre de 2018 por TVN. The Smile Has Left Your Eyes es una nueva versión de la serie japonesa Sora Kara Furu Ichioku no Hoshi (空から降る一億の星?) de 2002, que en esta ocasión es protagonizada por Seo In-Guk, Jung So-Min y Park Sung-Woong.

## Argumento
La serie sigue la historia de Kim Moo-young, es un asistente en una microcervecería artesanal indiferente en la superficie pero con una inocencia infantil que no recuerda nada de su infancia y a Yoo Jin-kang, una diseñadora de publicidad que luego de perder a sus padres en un accidente cuando era joven se ha enfrentado a varios dolores mientras crece. Junto a ellos está Yoo Jin-kook, el hermano mayor de Jin-kang, un detective que piensa en dejar su trabajo pero que pronto se enfrenta a un caso de asesinato de una estudiante universitaria que había pasado por suicidio.
Cuando Moo-young y Jin-kang tienen una reunión fatídica y continúan cruzando sus caminos a lo largo de sus vidas diarias, pronto comienzan a enamorarse, sin embargo Jin-kook, intenta alejar a Moo-young de su hermana, ya que sospecha que él está involucrado de alguna manera en el caso de asesinato de la joven estudiante.

## Reparto

### Personajes principales
- Seo In-kook como Kim Moo-young.[5]
- Jung So-min como Yoo Jin-kang.[6]
- Park Sung-woong como Yoo Jin-kook.[7]

### Personajes secundarios
| Actor          | Personaje     | Ocupación              | Nº de episodios | Duración |
| -------------- | ------------- | ---------------------- | --------------- | -------- |
| Yoo Jae-myung  | Yang Kyung-mo | -                      | -               | 2018     |
| Seo Eun-soo    | Baek Seung-ah | -                      | -               | 2018     |
| Do Sang-woo    | Jang Woo-sang | -                      | -               | 2018     |
| Go Min-si      | Im Yoo-ri     | -                      | -               | 2018     |
| Jang Young-nam | Tak So-jung   | -                      | -               | 2018     |
| Kwon Soo-hyun  | Uhm Cho-rong  | -                      | -               | 2018     |
| Lee Hong-bin   | Noh Hee-joon  | -                      | -               | 2018     |
| Lee Ji-min     | Asistente Im  | -                      | -               | 2018     |
| Han Geun-seop  | -             | -                      | -               | 2018     |
| Han Da-sol     | -             | -                      | -               | 2018     |
| Kim Sung-tak   | -             | -                      | -               | 2018     |
| Park Min-jung  | CEO Hwang     | -                      | -               | 2018     |
| Kim Jung-young | -             | Madre de Baek Seung-ah | -               | 2018     |
| Lee Ji-ha      | Lucy          | Monja                  | -               | 2018     |

### Otros personajes
| Actor         | Personaje       | Ocupación | Episodio donde apareció | Notas |
| ------------- | --------------- | --------- | ----------------------- | ----- |
| Choi Byung-mo | Lee Kyung-cheol | Detective | -                       | 2018  |
| Kim Seo-kyung | Hwang Geon      | -         | -                       | 2018  |
| Han Sa-myung  | Lee Jae-min     | -         | -                       | 2018  |
| Kim Ji-hyun   | Jang Se-ran     | -         | -                       | 2018  |

### Apariciones especiales
| Actor          | Personaje | Ocupación                | Episodio(s) donde apareció | Notas |
| -------------- | --------- | ------------------------ | -------------------------- | ----- |
| Jung Hae-kyun  | -         | Excolega de Yoo Jin-kook | 8                          | 2018  |
| Yang Kyung-won | -         | Detective                | 16                         | 2018  |

## Producción
Es dirigida por Yoo Je-won. Es la segunda versión de la serie japonesa Sora Kara Furu Ichioku no Hoshi (空から降る一億の星?) creada por Eriko Kitagawa y transmitida por Fuji Television desde el 15 de abril hasta el 24 de junio de 2002 y protagonizada por Takuya Kimura, Sanma Akashiya y Eri Fukatsu.
Las filmaciones de The Smile Has Left Your Eyes se iniciaron a principios de julio de 2018. Mientras que en agosto de 2018 se realizó la primera lectura del guion y el 28 de septiembre del mismo año se realizó la conferencia de prensa.

## Recepción

### Audiencia
En azul la audiencia más baja y en rojo la más alta, correspondientes a las empresas medidora AGB a nivel nacional y en el área de Seúl. Esta serie es emitida por TVN, que es un canal de televisión por suscripción, por ello el público es relativamente menor en comparación con las emisoras de televisión terrestres.
| Ep. # | Fecha de estreno      | Cuota de pantalla en AGB | Cuota de pantalla en AGB | Cuota de pantalla en AGB |
| Ep. # | Fecha de estreno      | Nacional                 | Seúl                     |                          |
| ----- | --------------------- | ------------------------ | ------------------------ | ------------------------ |
| 1     | 3 de octubre de 2018  | 3.9%                     | 4.8%                     |                          |
| 2     | 4 de octubre de 2018  | 3.2%                     | 3.7%                     |                          |
| 3     | 10 de octubre de 2018 |                          |                          |                          |
| 4     | 11 de octubre de 2018 |                          |                          |                          |
| 5     | 17 de octubre de 2018 |                          |                          |                          |
| 6     | 18 de octubre de 2018 |                          |                          |                          |